# Marš, marš, tra-ta-ta!
Pour plus de détails, voir Fiche technique et Distribution.
Marš, marš, tra-ta-ta! est un film soviétique réalisé en 1964 par le Lituanien Raimondas Vabalas. Combinant des éléments de satire et de grotesque, il illustre sans détour les idées politiques du réalisateur : sa critique du totalitarisme. C'est le premier film lituanien en couleur.

## Synopsis
L'intrigue du film se déroule à la frontière de deux pays fictifs, Centija et Grošija. Les amoureux Zigmas et Jadzė vivent dans les pays voisins qui sont constamment en désaccord. Leur relation amoureuse n'est pas acceptable, alors ils se rendent visite secrètement en traversant la frontière la nuit jusqu'au jour où surpris ils sont accusés d'un complot menant au conflit militaire entre les deux pays. 

## Fiche technique
- Titre : Marš, marš, tra-ta-ta!
- Réalisation : Raimondas Vabalas
- Scénario : Grigorijus Kanovičius (lt), Ilja Rudas-Gercovskis (lt), Raimondas Vabalas
- Photographie : Donatas Pečiūra (lt)
- Musique originale : Benjaminas Gorbulskis (lt)
- Son : ulijonas Batuneris
- Direction artistique : Jeronimas Ciuplis
- Costumes : Juzefa Ceicyte
- Caméra : Jonas Tomasevicius
- Montage : Izabele Pinaityte
- Assistant réalisateur :
- Production : Lietuvos kino studija
- Format : Couleurs - 35 mm - mono
- Genre : comédie
- Langue : lituanien
- Durée : 78 minutes
- Dates de sortie :
  - URSS : 1964

## Distribution
- Leonas Stanevičius : M. Linnel
- Valdas Jatautis : Zigmas Ropė
- Birutė Žibaitė : Jadzė Uogytė
- Donatas Banionis : major Varnalėša
- Henrika Hokušaitė : Madame
- Gediminas Karka : colonel Dilgė
- Petras Žindulis : aumônier
- Giršas Šarfšteinas : Apelbaum
- Steponas Kosmauskas : Cibulis
- Rimantas Siparis : représentant de la Marine
- Stasys Paska : Représentant Krupland
- Balys Juškevičius : Premier ministre de Centija
- Vladimiras Gluchovas :  Premier ministre de Grošija
- Raimondas Vabalas : réalisateur